# Festes de Jul
Jul (del nòrdic antic: Júl) són festes celebrades cada solstici d'hivern. Aquesta és una celebració dels pobles nòrdics, relacionada amb la mitologia germànica i el paganisme nòrdic. Les festes de Jul originalment duraven tretze dies i el cristianisme el va assimilar al Nadal.
Actualment, a la cultura neopagana, aquesta celebració ha estat reconstruïda en molts de grups, com en el cas de la Religió Àsatrú amb dotze dies de celebracions; i la religió Wicca, en què alguns apliquen una forma de celebrar aquestes festes a través de "vuit dies solars festius", anomenats comunament "sabbats de la roda anual". Les festes de Jule se celebren en el solstici d'hivern: a l'hemisferi nord, al voltant del 21 de desembre, i al hemisferi sud, al voltant del 21 de juny.
Jule i Juletide, igual que la "Festivitat de Jalda" (una festa hivernal iraniana), són termes arcaics indoeuropeus emprats per a fer referència a la tradició antiga que observa els canvis naturals provocats per la rotació de la Terra al voltant del sol i els seus efectes sobre la collita durant el solstici d'hivern. A la celebració de Juletide, és costum entonar cançons per proveir, així, una atmosfera relaxada. De fet, aquest concepte és el significat de Jule pels dos diferents diccionaris d'Oxford: Oxford English Dictionary i Concise Oxford Dictionary.
Les persones que no estan familiaritzades amb la mitología nòrdica i el paganisme europeu, simplement no sabríen distingir entre les paraules Jule, Nadal i la Nativitat, que en certa manera són sinònims i antònims a la vegada. Aquest ús o terme encara sobreviu en moltes nadales, així com en l'elaboració d'un pastís anomenat Tronc de Jule o Tronc de Nadal, en referència a un tronc ritual d'aquesta antiga festivitat.
La paraula jule encara existeix en algun dialecte escocès, amb el terme jul a Noruega, Dinamarca i Suècia, i amb el terme joulu a Finlàndia. En l'actualitat es sol considerar el període festiu comprès entre la Nit de Nadal fins després del primer dia de l'any o, especialment a Anglaterra, fins al dia de Reis.

## Origen
La festa pagana de Jul té el seu origen a l'Escandinàvia precristiana. Constituïa, sobretot, una festa de la família i va estar sempre dedicada a la fertilitat, als solsticis i a la família. Era una festivitat on també es recordava els avantpassats, els amics absents, i la taula on se celebrava la festa es preparava amb esplendor i magnificència, davant la tomba dels familiars morts i prioritzant l'hospitalitat cap als forasters.

## Comparacions entre els diferents termes
A la gran majoria de les llengües europees, sigui quina sigui la forma en què es produeix o es tradueixi, tant la Nativitat, el Nadal com el Jule s'entenen com a sinònims d'una mateixa celebració. Tal és el cas que, a la llengua espanyola, qualsevol diccionari tradueix la paraula Jule com a "Nadal", apreciació que és una mica vaga.

### Nadal

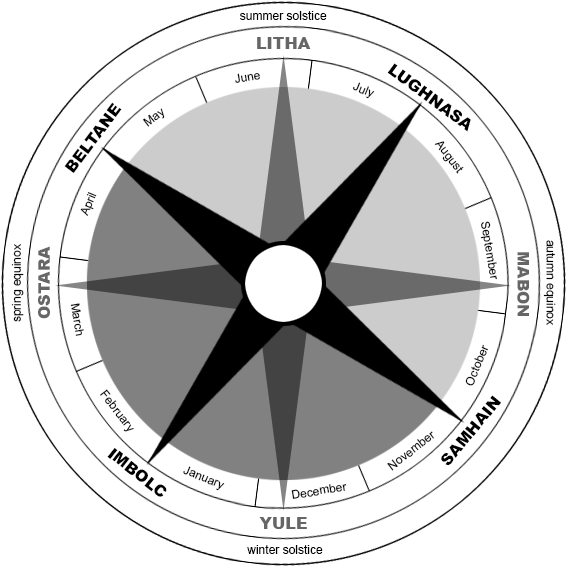
Wheel of the Year

Els romans celebraven el solstici d'hivern, com "quan el sol venç les tenebres" i es comencen a allargar els dies. Després de l'Edicte de Milà, per mitjà del qual Constantí aixecava la prohibició que pesava sobre el cristianisme, els romans continuaren celebrant la seva festa del Solstici d'Hivern. L'Església va decidir absorbir aquesta festa, dotant-la d'un sentit cristià, atès que fins llavors no se celebrava la Nativitat del Senyor. El Sol que venç les tenebres és Crist i, des de llavors, el Nadal es correspon amb la nit del 24 al 25 de desembre (igual que la nit de Sant Joan és sis mesos abans, el temps que es portaven Jesús de Natzaret i Joan d'Ain Karim "el Baptista"; la nit del 24 al 25 de juny, en la qual el Sol és vencedor absolut sobre les tenebres: el Solstici d'Estiu).

## Rituals relacionats amb el Jule
- Encendre el tronc de Jule, de l'any anterior, i deixar-lo cremar durant 12 hores. És la versió, portes endins, de la foguera de Litha. Després s'escampen les cendres pels camps per fer-los fèrtils.
- Decorar els habitatges amb vesc, per ser el que creix amb el roure.
- Mantenir una vigília nocturna per esperar al sol.
- Apagar tots els llums i encendre'ls un a un per fregament.
- Deixar una espelma encesa a la finestra.
- Anar de wassail pel poble.[7]
- Penjar figures de fusta a la porta de la casa, com la Cabra de Jule.